# Липяны (гмина)
Липяны (пол. Lipiany) — гмина (волость) в Польше, входит как административная единица в Пыжицкий повет, Западно-Поморское воеводство. Население — 6058 человек (на 2005 год).